# Мембранозни лавиринт
Мембранозни лавиринт (лат. labyrinthus membranaceus) је анатомска структура унутрашњег ува која по свом основном облику одговара коштаном лавиринту у коме је смештен, само је знатно тањи. Испуњава га ендолимфа, која садржи наменске сензорне рецепторе вестибуларног и аудитивног система. Ендолимфа садржи високу концентрацију јона калијума, а ниску концентрацију натријума. Ова јонска разлика је од суштинске важности за нормално фукционисање вестибуларног система. Сматра се да су промене у јонском саставу често узрок настанка вестибуларних поремећаја (болести).

## Ембриологија
У целокупном развоју ува, зачетак мембранозног лавиринта јавља се као први елемент. Код ембриона старог три недеље, прво се јавља задебљање површног ектодерма (аудиторне плакоде) на обе стране отворене неуралне плоче. 
При крају четврте недеље настаје инвагинације плакода и формирају се аудиторне јамице. Оне се продубљују и на крају се њихови отвори према површини затварају. Овим механизмом створен епител образује аудиторне везикуле или слушне мехуре. 
У даљем развоју, овални слушни мехур се издужује у дорзовентралном смеру, и образује ендолимфатични сакус. Велики дорзални део слушног мехура, са којим је везан ендолимфатични канал представља вестибулум. Вентрално од вестибулум развија се пуж. 
У току шесте недеље, на вестибулум се стварају мали израштаји који представљају будуће полукружне канале. Ови израштаји се све више избочују, док на крају њихов централни делови не буду ресорбовани и формирани завоји полукруних канала. За време интензивног раста полукружних канала, вестибулум се дели на  утрикулус и сакулус. Када се заврши ова подела, полукружни канали се отварају у утрикулус, а формира се и ампуле. После формирања полукружних канала, утрикулуса и сакулуса, у њима се формира сензорни епител (кристе и макуле). 
Пуж који је почео развој у шестој недељи, у току седме и осме недеље нагло расте. Трпи морфолошке промене и претвара се у спирални канал од два и по завоја. Истовремено се пуж одваја од вестибулум, остајући са њим у вези преко дуктуса реуниенса. 
Паралелно са описаним променама, ствара се сензорни епител пужа. У току раста и дефинитивног формирања, у делове сензорног епитела кохлеарног и вестибуларног органа урастају нервни завршеци осмог кранијалног живца и формирају се његови ганглиони. 
У току трећег месеца феталног живота мембранозни лавиринт је достигао дефинитиван развој и величину. Док се у процесу диференцијације и формирања мембранозног лавиринта, око њега кондензује мезенхимно ткиво. Ово мезенхимно ткиво се претвара у хрскавично ткиво. Између хрскавичаве  капсуле и мембранозног лавиринта остаје шупљина, или перилимфатични простор. 
Хрскавина капсула лавиринта формира се у седмој недељи, а унутрашње уво достиже свој максимални развој у току четвртог месеца. Капсула лавиринта окоштава у току петог и шестог месеца интраутериног живота.

## Анатомија
Мембранозни лавиринт сачињавају утрикулус и сакулус који се налазе у вестибулуму коштаног лавиринта, и утрикулосакуларном каналу који се наставља у ендолимфатични канал, и завршава слепим проширењем на задњој страни пирамиде темпоралне кости. На утрикулус се настављају мембранозни полукружни канали смештени у одговарајуће полукружне канале коштаног лавиринта, а у сакулус кохлеарног канала уложен је у кохлеју (пужа). 
Утрикулус је смештен у рецесусу вестибулума, јајастог је облика, дужине 3.6 мм, ширине око 2 мм. Од његовог унутрашњег зида полази утрикулосакуларни канал који га повезује са сакулусом. На зидовима утрикулуса се налази пет отвора мембранозних полукружних канала. Сакулус је мала лоптаста, опнаста врећа која лежи испод и испред утрикулуса спојена са (лат. coecumom vestibulare) преко спојног опнастог канала напред, а позади комуницира са утрикулусом преко споменутог утртрикулосакуларног канала. Утрикулус и сакулус садрже неуроепителна поља под називом макула лат. macula utriculi, macula sacculi).